# Causa materialis
Die Causa materialis (auch: materiale Ursache, Stoffursache) gehört zu den inneren Ursachen nach Aristoteles. Sie liegt im Stoff (altgriechisch ὕλη hýlē), „woraus etwas entsteht, und was in diesem Etwas ist, beispielsweise ist die Bronze die Ursache der Statue“.
Nach Aristoteles gibt es insgesamt vier Ursachen. Die drei übrigen (ergänzenden) Ursachen sind:
- causa formalis (Formursache)
- causa efficiens (Wirkursache)
- causa finalis (Zweckursache)